# A-66a
La A-66a est une courte antenne autoroutière urbaine qui permet d'accéder à Oviedo depuis l'A-66 en venant du nord (Gijón…).
Elle se déconnecte de l'A-66 pour se connecter à la N-630 qui contourne le centre ville.

## Tracé
- Elle débute au nord-est d'Oviedo où elle bifurque avec l'A-66 qui contourne l'agglomération par l'est.
- Elle se connecte ensuite par un giratoire à la route nationale N-630 qui traverse le centre ville du nord au sud.

## Sorties
| Sorties | Villes                                     |      |
| ------- | ------------------------------------------ | ---- |
|         | Aviles - Gijón Torrelavega - Santander A-8 | A-66 |
| 01      | Oviedo Nord - Oviedo-Avenida de Atenas     |      |
| 02      | Oviedo Nord - Oviedo-Calle de Angel Canedo |      |
|         | Oviedo Centre - Ronda de Oviedo            |      |